# Генрік Галь
Генрік Галь (угор. Sportsmen; нар. 5 березня 1947, Фелдес, медьє Гайду-Бігар) — угорський борець вільного та греко-римського стилів, чемпіон та бронзовий призер чемпіонатів Європи з вільної боротьби, срібний призер чемпіонату Європи з греко-римської боротьби, учасник двох Олімпійських ігор у змаганнях з вільної боротьби.

## Життєпис
Виступав за спортивний клуб «Ференцварош» Будапешт.

## Спортивні результати на міжнародних змаганнях

### Виступи на Олімпіадах
| Змагання                    | Збірна   | Вагова категорія          | Місце              |
| --------------------------- | -------- | ------------------------- | ------------------ |
| Літні Олімпійські ігри 1972 | Угорщина | вільна боротьба, до 52 кг | не вийшов із групи |
| Літні Олімпійські ігри 1976 | Угорщина | вільна боротьба, до 52 кг | 4                  |

### Виступи на Чемпіонатах світу
| Змагання                        | Збірна   | Вагова категорія          | Місце |
| ------------------------------- | -------- | ------------------------- | ----- |
| Чемпіонат світу з боротьби 1975 | Угорщина | вільна боротьба, до 52 кг | 4     |

### Виступи на Чемпіонатах Європи
| Змагання                         | Збірна   | Вагова категорія                 | Місце  |
| -------------------------------- | -------- | -------------------------------- | ------ |
| Чемпіонат Європи з боротьби 1970 | Угорщина | греко-римська боротьба, до 48 кг | Срібло |
| Чемпіонат Європи з боротьби 1973 | Угорщина | вільна боротьба, до 52 кг        | Бронза |
| Чемпіонат Європи з боротьби 1975 | Угорщина | вільна боротьба, до 52 кг        | 6      |
| Чемпіонат Європи з боротьби 1976 | Угорщина | вільна боротьба, до 52 кг        | Золото |